# Beligto Tsynguyev
Beligto Baltoyevich Tsynguyev (en ruso: Бэлигто Балтоевич Цынгуев; Zugalái, 27 de mayo de 1994) es un deportista ruso que compite en tiro con arco, en la modalidad de arco recurvo. Ganó una medalla de bronce en el Campeonato Europeo de Tiro con Arco al Aire Libre de 2021, en la prueba de equipo.

## Palmarés internacional
| Campeonato Europeo al Aire Libre | Campeonato Europeo al Aire Libre | Campeonato Europeo al Aire Libre | Campeonato Europeo al Aire Libre |
| Año                              | Lugar                            | Medalla                          | Prueba                           |
| -------------------------------- | -------------------------------- | -------------------------------- | -------------------------------- |
| 2021                             | Antalya (Turquía)                | Medalla de bronce                | Equipo                           |